# Eine kurze Geschichte der Zeit
Eine kurze Geschichte der Zeit (englischer Originaltitel A Brief History of Time) ist ein 1988 vom Physiker Stephen Hawking veröffentlichtes populärwissenschaftliches Buch. Es entwickelte sich schnell zu einem Bestseller; bis zum Jahr 2002 wurden mehr als neun Millionen Exemplare verkauft. Es war 41 Wochen lang in den Jahren 1988 und 1989 auf dem Platz 1 der Spiegel-Bestsellerliste.
Das Buch befasst sich mit Fragen zur Kosmologie und beleuchtet dabei insbesondere die Rolle der Zeit. Es enthält Betrachtungen zum Urknall und versucht, Eigenschaften schwarzer Löcher mit Hilfe der Stringtheorie zu erklären.

## Übersicht der Kapitel
1. Unsere Vorstellung vom Universum
2. Raum und Zeit
3. Das expandierende Universum
4. Die Unschärferelation
5. Elementarteilchen und Naturkräfte
6. Schwarze Löcher
7. Schwarze Löcher sind gar nicht so schwarz
8. Ursprung und Schicksal des Universums
9. Der Zeitpfeil
10. Wurmlöcher und Zeitreisen
11. Die Vereinheitlichung der Physik
12. Schluss
13. Albert Einstein
14. Galileo Galilei
15. Isaac Newton

## Weitere Umsetzungen
Unter der Regie von Errol Morris entstand 1991 der gleichnamige Dokumentarfilm, der sich Hawkings Biographie widmet.
Eine kurze Geschichte der Zeit hielt sich 237 Wochen lang auf der Bestsellerliste der Sunday Times, länger als irgendein anderes Buch. Es ist in etwa vierzig Sprachen übersetzt. Inzwischen wurde dieses Buch überarbeitet und auf den neuesten Stand wissenschaftlicher Erkenntnisse gebracht.
Eine weitere überarbeitete Ausgabe des Buches heißt Die illustrierte kurze Geschichte der Zeit. Durch viele zusätzliche Bilder und Illustrationen wird hier versucht, den Inhalt verständlicher und deutlicher darzustellen.
Im Oktober 2005 erschien von Stephen Hawking eine vereinfachte Version seines Buches mit dem Titel Die kürzeste Geschichte der Zeit. Auch Hawkings Buch Das Universum in der Nussschale enthält in den ersten Kapiteln eine Kurzfassung der Kurzen Geschichte der Zeit.

## Kritiken
- „Eine rasante Geisterbahnfahrt durch das Labyrinth kosmologischer Denkmodelle“ – Der Spiegel
- „Der Physiker Stephen Hawking ist im Begriff, die Formel zu finden, die das Universum erklärt.“ – Zeit-Magazin